# Oscar Rubens
Oscar Rubens ( Buenos Aires Argentina, 18 de enero de 1914 – 6 de octubre de 1984 ) fue un letrista y compositor cuyo nombre real era Oscar Rubistein que también utilizaba el seudónimo de P. Valdez y que se dedicó al género del tango.
Era hermano del letrista y compositor Luis Rubistein.

## Antecedentes personales
Sus padres, el zapatero Motl Rubinstein y  la maestra de escuela judía María Kaplán, provenían de la ciudad de Dnipropetrovsk, que por entonces se llamaba Ekaterinoslav, en Ucrania, y habían llegado a la Argentina en 1906 huyendo del antisemitismo que había recrudecido a raíz de la guerra ruso-japonesa (1904-1905). Venían con 3 hijas y en Argentina tuvieron 7 más, de los cuales el segundo fue Luis. En los documentos de algunos de los Rubinstein, incluidos Luis y Oscar, desapareció la "n", convirtiéndose en Rubistein. Luis nació y vivió su infancia en la casa de la calle Catamarca 945, del barrio de San Cristóbal, donde la familia ocupaba dos habitaciones y el padre ejercía su oficio arreglando zapatos. 
Luis inició la dinastía tanguera junto a Mauri, Elías, que usó el seudónimo Elías Randal y Oscar. Mauricio y Elías salían, todavía chicos, a vender betún y cordones para calzado por la Avenida de Mayo o por Boedo y en cafés como el Dante, de la esquina de Independencia y Boedo, luego de que Elías cantara unos tangos, los parroquianos le compraban o sin tomar la mercancía le daban el dinero del dependía la familia para comer al día siguiente. Mauri (Mauricio) llegó a ser un destacado comentarista radial de tangos y los otros tres se dedicaron a escribir sus letras, y en el caso de Luis, incluso musicalizó algunos de sus temas.
Luis Rubistein era un incansable callejero frecuentador del ambiente del tango, incluidos  los cabarés, que luego de trabajar como periodista en la revista del editor Julio Korn La Canción Moderna, luego rebautizada Radiolandia, y dirigir Sintonía, creada en 1933 por Emilio Kartulovic, creó en mayo de 1935 en la casa familiar de Tejedor 154, en un barrio algo apartado, una escuela de arte popular.

## Actividad editorial
Oscar fundó la editorial Ediciones Select, que publicó sus obras y la de otros letristas y compositores, muchos de los cuales pugnaban por abrirse paso en el arte. Entre las ediciones de Select se recuerdan las obras Flor de lino, Milongueando en el 40, Nada, Pedacito de cielo, Tarde y Trenzas.

## Labor como compositor
Oscar Rubens no musicalizaba sus letras sino que recurría al efecto a compositores, así la música del vals Se fue la hizo Horacio Salgán, la de El vals soñador es de Armando Pontier, las de Es en vano llorar, Lloran las campanas, Mar, Mientras duerme la ciudad, Qué quieres de mí, Quiero que sepan, Tu melodía, Al compás de un tango y Lejos de Buenos Aires, en el que Rubens cambia su temática con una exaltación evocativa de la ciudad, es de Alberto Suárez Villanueva, Los muñequitos, es de Francisco Pracánico, Calla bandoneón, es de Carlos Lazzari, Dejame en paz, es de Américo Actis, Corazón qué has hecho, es de Antonio Ríos, Domingo a la noche es de Juan José Guichandut, Dejame así, es de Víctor Braña y Domingo Triguero, Gime el viento, es del pianista Atilio Bruni, Extraña, en el que se percibe la influencia de La viajera perdida, de Héctor Blomberg es de Miguel Caló y el pianista Roberto Nievas Blanco; también hubo letras musicalizadas por Héctor Stamponi y Enrique Mario Francini, entre otros.

## Grabaciones
Numerosos temas de su autoría fueron grabados por la orquesta de Miguel Caló, en su mejor etapa, tales como Desorientado y Por que seguir, cantados por Carlos Roldán y Extraña, Si yo pudiera comprender y Rebeldía, con la voz de Raúl Iriarte; de este último tema hay una muy buena versión de 1946 de Osmar Maderna cantando Pedro Dátila. Entre otras grabaciones que cabe recordar se encuentran Dejame así, con un antológico registro de Alfredo De Angelis con Floreal Ruiz en 1943; el exquisito Gime el viento, grabado en 1943 por Aníbal Troilo con Fiorentino y por Miguel Caló con Raúl Iriarte; Lloran las campanas, registrado en 1944 tanto por Carlos Di Sarli con Alberto Podestá como por José García con Alfredo Rojas; Tu melodía y Mar, de las que hay unas exóticas versiones de Domingo Federico con Carlos Vidal de 1944 y 1947 respectivamente, Lejos de Buenos Aires, por Caló-Berón y Troilo-Fiorentino, Sombras del puerto , cuya  música es de Armando Pontier, de la que hay una gran interpretación de Alberto Podestá, Los muñequitos ,  musicalizado por Pracánico que grabó Di Sarli con la voz de Roberto Rufino, Triste comedia , con música de Héctor Stamponi, de la que entre los muchos registros de orquestas y cantores se destaca el de Fiorentino con José Basso, el tango El mejor que compuso con Miguel Caló, que tiene una muy buena versión de Francisco Canaro con Juan Carlos Rolón, Tu melodía  y Mientras duerme la ciudad ,  que fueron éxitos de Rodolfo Biagi.

## Valoración
Dice Julio Nudler de Oscar Rubens:

”Fue un letrista prototípico de la década del '40, con sus letras tristes, de amores cargados de romanticismo y por lo mismo elementales, sin contradicciones ni complejidades psicológicas. Siempre apeló al toque poético, pero sin trascender al letrista: sus versos, oídos de labios del cantor, llegan eficazmente amalgamados con la música, pero no es aconsejable leerlos buscando el poema.”